# Phasca ortalioides
Phasca ortalioides är en tvåvingeart som först beskrevs av Walker 1865.  Phasca ortalioides ingår i släktet Phasca och familjen borrflugor. Inga underarter finns listade i Catalogue of Life.